# Никольское (Сакмарский район)

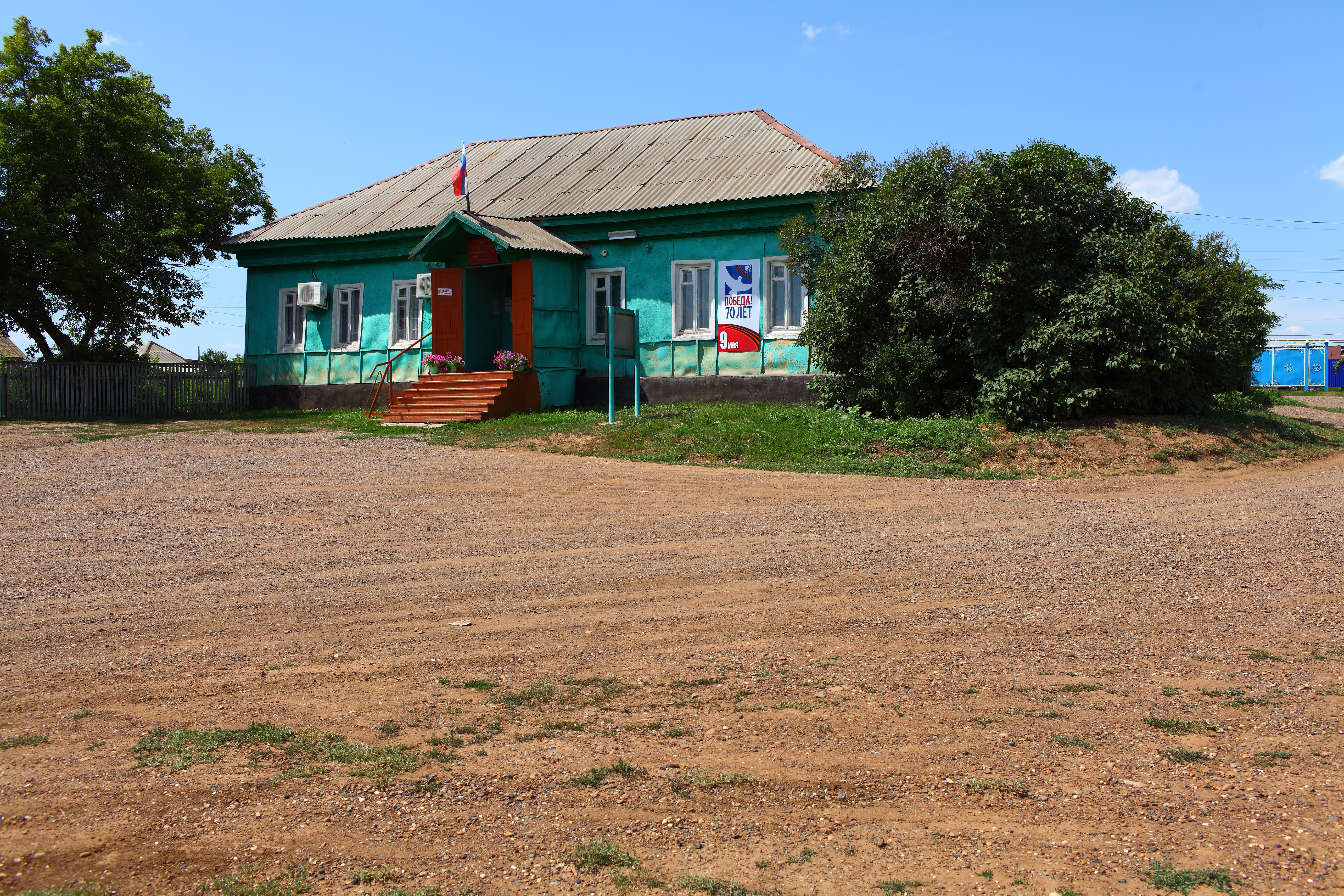
Администрация Никольского сельсовета

Никольское — село в Сакмарском районе Оренбургской области России. Административный центр Никольского сельсовета. С 1934 по 1959 годы — административный центр Екатериновского района.

## Название
Первоначально — хутор Сторожевой.
Современное название и статус — от Никольской церкви.

## География
Находится в центральной части области, в пределах Среднерусской возвышенности, в лесостепной зоне, на правом берегу Сакмары в 26 км к востоку от села Сакмара и в 50 км к северо-востоку от Оренбурга. Через село протекает река Елшанка — небольшой приток Сакмары.

### Климат
Климат характеризуется как умеренно континентальный, с тёплым летом и умеренно холодной зимой. Среднегодовая температура воздуха — 5,7 °С. Средняя температура воздуха самого тёплого месяца (июля) — 18,7 °C (абсолютный максимум — 37 °С); самого холодного (января) — −9,3 °C (абсолютный минимум — −38 °С). Безморозный период длится около 152 дней в году. Среднегодовое количество атмосферных осадков составляет 563 мм, из которых большая часть выпадает в тёплый период. Снежный покров держится в течение 110—120 дней.

## История
В 2004 году село отметило свой 250-летний юбилей. По ревизии 1732 года население хутора составляло 9 дворов. В них входило 39 душ мужского и 42 женского пола — ссыльные люди из Тамбовской губернии, основавшие хутор и попавшие в крепостную зависимость к барину Исееву, владевшему землями в ту пору. Крепостные крестьяне пасли скот, выращивали свиней на мясо, косили сено, заготавливали дрова, плели лапти, собирали ягоды, грибы, ловили рыбу в Сакмаре, Елшанке. Вторые поселенцы, выписанные помещиком Исеевым из той же Тамбовской губернии в обмен на собак, стали заниматься земледелием: сеять хлеб, сажать сады, огороды.
В 1750 году на хуторе Сторожевом насчитывалось 170 человек населения. Примерно в это время исеевские земли переходят во владение новых помещиков — Деевых и Тимашевых. Помещик И. Л. Тимашев скупает за бесценок башкирские земли, а также большую территорию в Оренбургском крае, и основывает здесь сёла: Ташлу, Тимашево, Боклинку, Екатериновку, Благовещенку и другие. Для своего имения он облюбовал красивую местность в Ташле. А в 1754 году Тимашев основал село Никольское (согласно архивным данным). В 1765 году было освящение места закладки Божьего храма на берегу Сакмары. Никольская церковь строилась 3 года. Недалеко от церкви был построен дом священника, а также по инициативе Тимашева — церковно-приходская школа (3-х классная) на 30-40 учеников. Никольская церковь была знаменита тем, что в её ограде были похоронены члены семьи Тимашева, а также герой Отечественной войны 1812 года генерал П. М. Капцевич. В Никольской церкви венчался вторым браком в 1840 году известный русский лексикограф, писатель, автор «Толкового словаря живого великорусского языка» В. И. Даль.
В 1905 году Никольское — центр волости. Председатель волостной управы был Федотов. В 1918 году с приходом Советской власти были организованы сельские Советы. Первым председателем Никольского сельсовета был назначен Григорий Федотов, секретарём — Антон Плаксин. С 1929 года в селе большие преобразования: создана Красновосточная МТС, обслуживающая колхозы Никольского, Тимашевского, Украинского, Григорьевского сельсоветов, первая электростанция, установленная в с. Довольное (оттуда в Никольское подавался свет). Первый колхоз «Правда» (председатель Виктор Рожков, бригадир Иван Федотов). В селе начинают работать библиотека, ясли, детский сад. Ещё ранее, в 1928 году в селе было создано Потребительское общество, состоящее из 70 человек-пайщиков. Первый его председатель — Клёнкин. И сразу же был открыт первый магазин. И в 1930 году создаётся первая больница — стационар на 25 коек. В 1930-х годах была разрушена Никольская церковь.
С 1934 по 1959 годы Никольское — административный центр Екатериновского района. С 1934 года в селе работает коммутаторная связь. Первый радиоузел был организован в Чебеньках. Оттуда по кабелю радиовещание передавалось в Никольское (эл.механик В. В. Гололобов). В 1935 году была построена неполная средняя школа (первый директор школы Е. И. Тычинин). За 5 лет со дня образования района здесь построены 25 зданий, в которых находятся советские, кооперативные, хозяйственные учреждения, партийные, общественные и комсомольские организации. Построено 65 коммунальных квартир, образцовые ясли на 40 коек, детский сад, электростанция, общественная коммунальная баня, столовая. Квартиры и большинство домов колхозников радиофицированы. Имелась медамбулатория и райбольница с родильной палатой. Сельская потребкооперация имела 2 магазина, летний павильон, раймаг, хлебопекарню. Работали книжный магазин и районная библиотека. В 1939 году построена ветеринарная амбулатория. В селе организованы предприятия по переработке с/х продуктов: колбасная мастерская пищепрома и сливной молочный пункт маслопрома. Кустарная промышленная артель оборудовала здание для швейной и сапожной мастерской. В средней школе училось 516 детей. В 1940 году построен клуб и установлено стационарное звуковое кино. Начато строительство районной аптеки. В 1950-х годах происходило укрупнение колхозов. Колхоз «Правда» объединился с колхозом «Безбожник» (с. Петропавловка) и стал называться колхозом им. Калинина. В 1953 году маленькие колхозы, созданные на хуторах Грязцы (к-з «1 Мая») и Маяк (к-з «Маяк») влились в колхоз им. Калинина, и вновь образованное хозяйство стало колхозом «1 Мая». Первым председателем колхоза «1 Мая» стал И. В. Ивашков, ветврач по специальности. В 1960 году организовано Никольское лесничество, как отделение Сакмарского лесхоза. В 1969 году на базе Красновосточной МТС открыт Ремзавод по ремонту автомобилей (а ранее мастерские по ремонту тракторов и др.с/х техники). В 1975 году установлена АТС. А также в селе работала пухартель и промкомбинат по ремонту обуви, изготовлению валенок. В 1959 году был построен дом-интернат для престарелых, впоследствии реорганизованный в Сакмарский психоневролгический интернат.
Много изменений принесла селу реформа в 1992 году. Закрылись и перестали работать многие производства. Исчезли Никольская сельхозтехника, маслозавод, артельные производства, пекарня, аптека, закрыли дневной стационар участковой больницы. Ушёл в небытие колхоз, но образовались крестьянско-фермерские хозяйства. С 2001 года — начало газификации села. В 2009 году приняли решение построить в селе новую церковь (пока смогли только возвести стены).

## Население
| 2010 |
| ---- |
| 1600 |

## Инфраструктура
Основа экономики — сельское хозяйство .
Сакмарский психоневролгический интернат.

## Транспорт
Автобусное сообщение с райцентром. Остановкb общественного транспорта «Никольское», «Администрация».